# Veța, Mureș
Veța (în maghiară Vece) este o localitate componentă a orașului Miercurea Nirajului din județul Mureș, Transilvania, România.

## Istoric

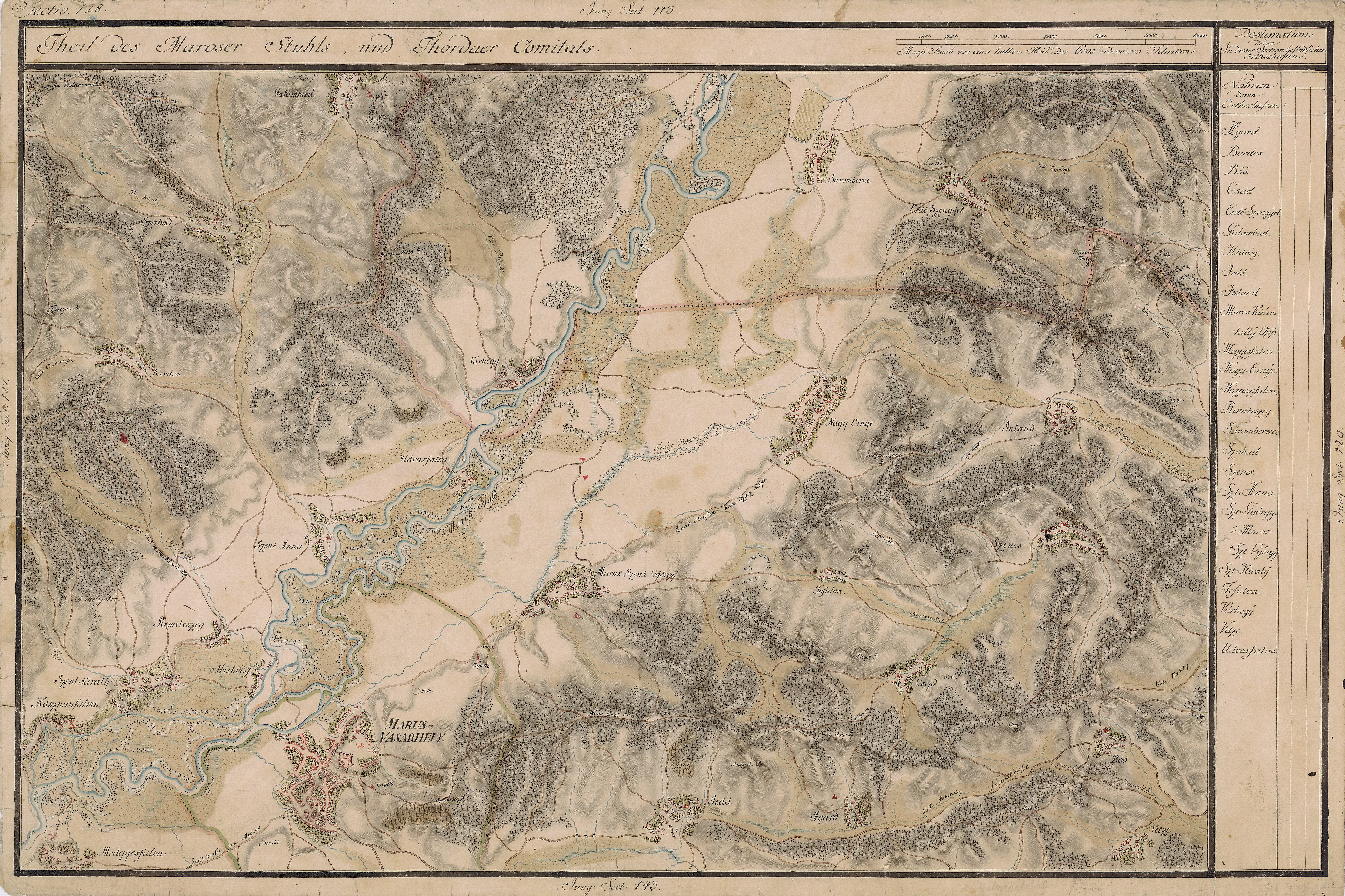
Veța pe Harta Iosefină

Pe Harta Iosefină a Transilvaniei din 1769-1773 (Sectio 128), localitatea a apărut sub numele de „Vetze”. 
Populația satului a evoluat de la 242 loc. în 1930 la 220 loc. în 1966 și la 61 loc. în 1992.
Satul este împărțit în următoarele zone: "Deal", "Groapă", "Devale". Terenurile aparținând acestui sat poartă următoarele denumiri: "Calea Beului", "Coasta", "Pădurice", "Ochiuri", "Rupturi", "Codona", "După Garduri", "Dâlma", "Apărat", "Lazuri", "Uric", "Recea", "Rât", "Lab", "Niergheș".
Păduri: "Pădurea de după garduri", "Pădurea gropii", Pădurea Șardului", "Biher".
Între satele Veța și Acățari există urme de drum roman.

## Imagini

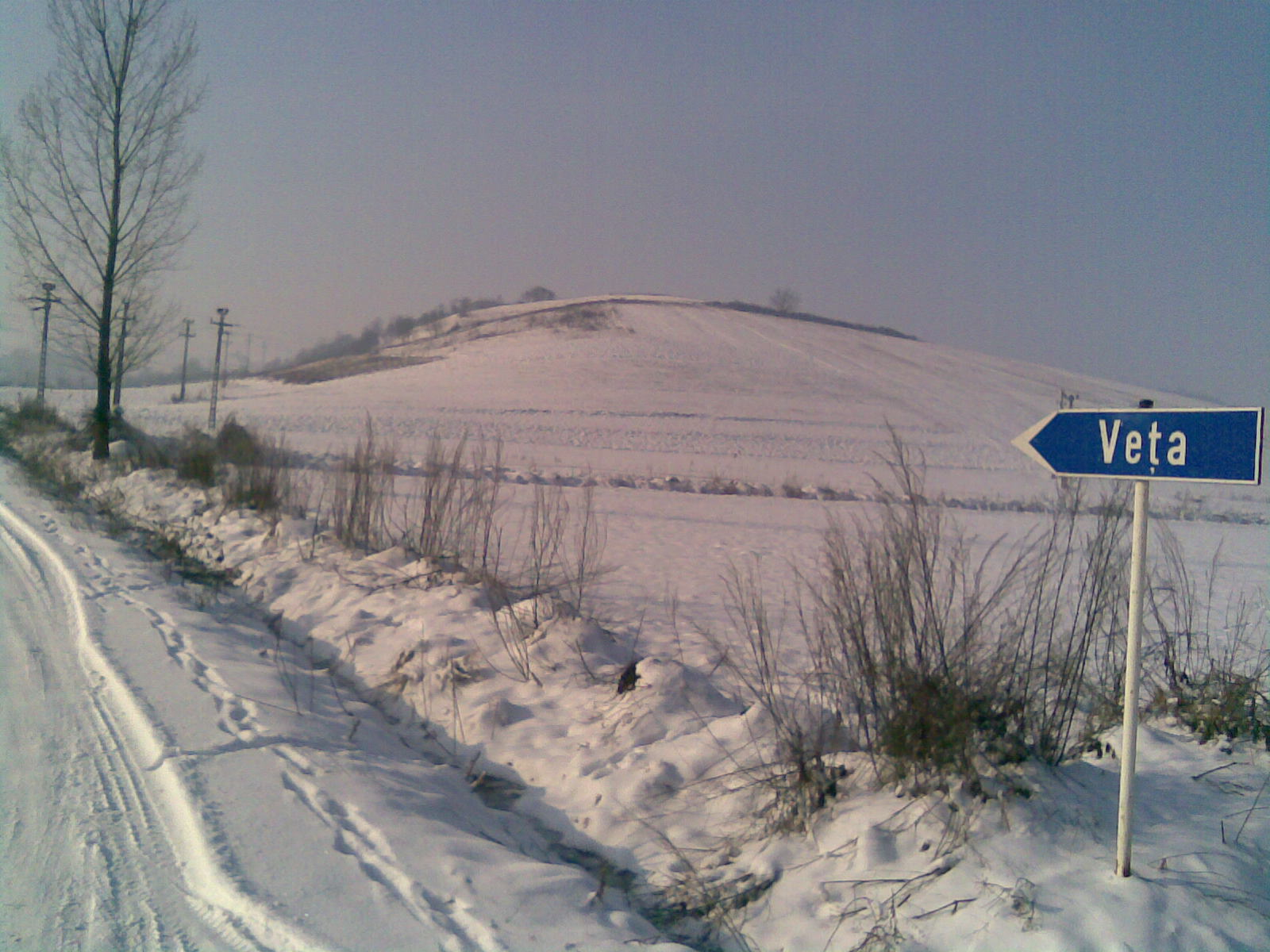
Spre Veța
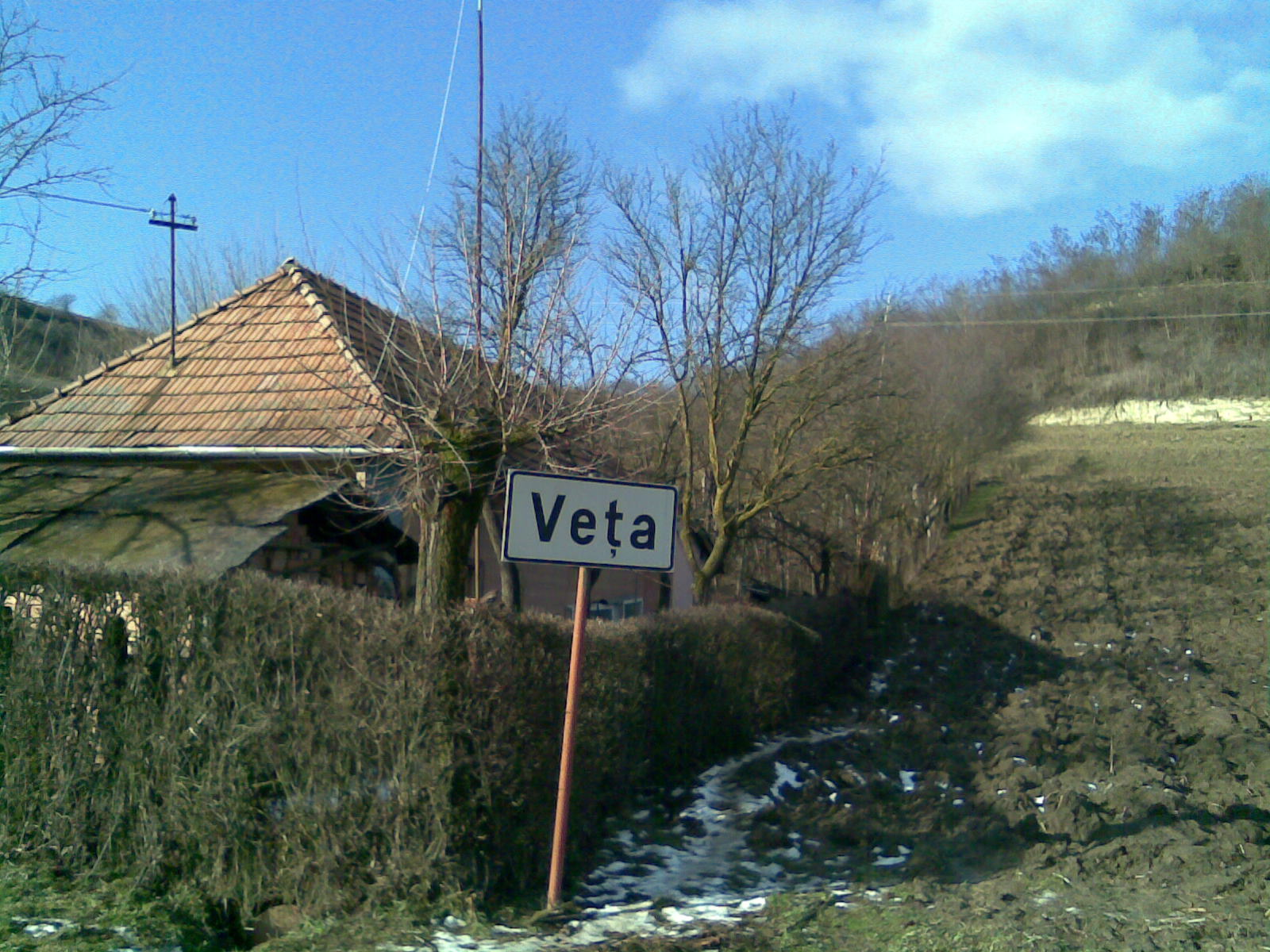
Intrare în Veța
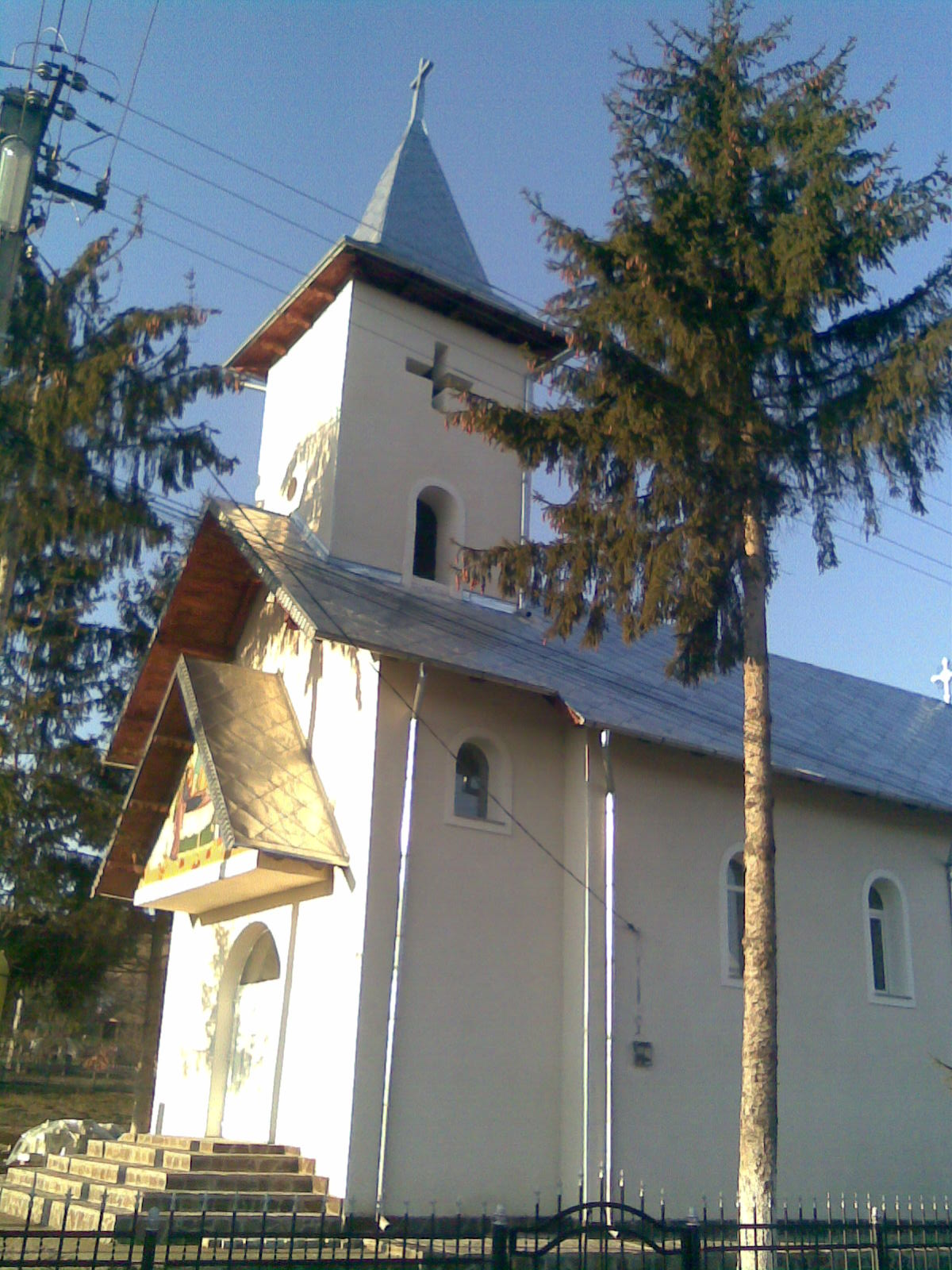
Biserica din Veța
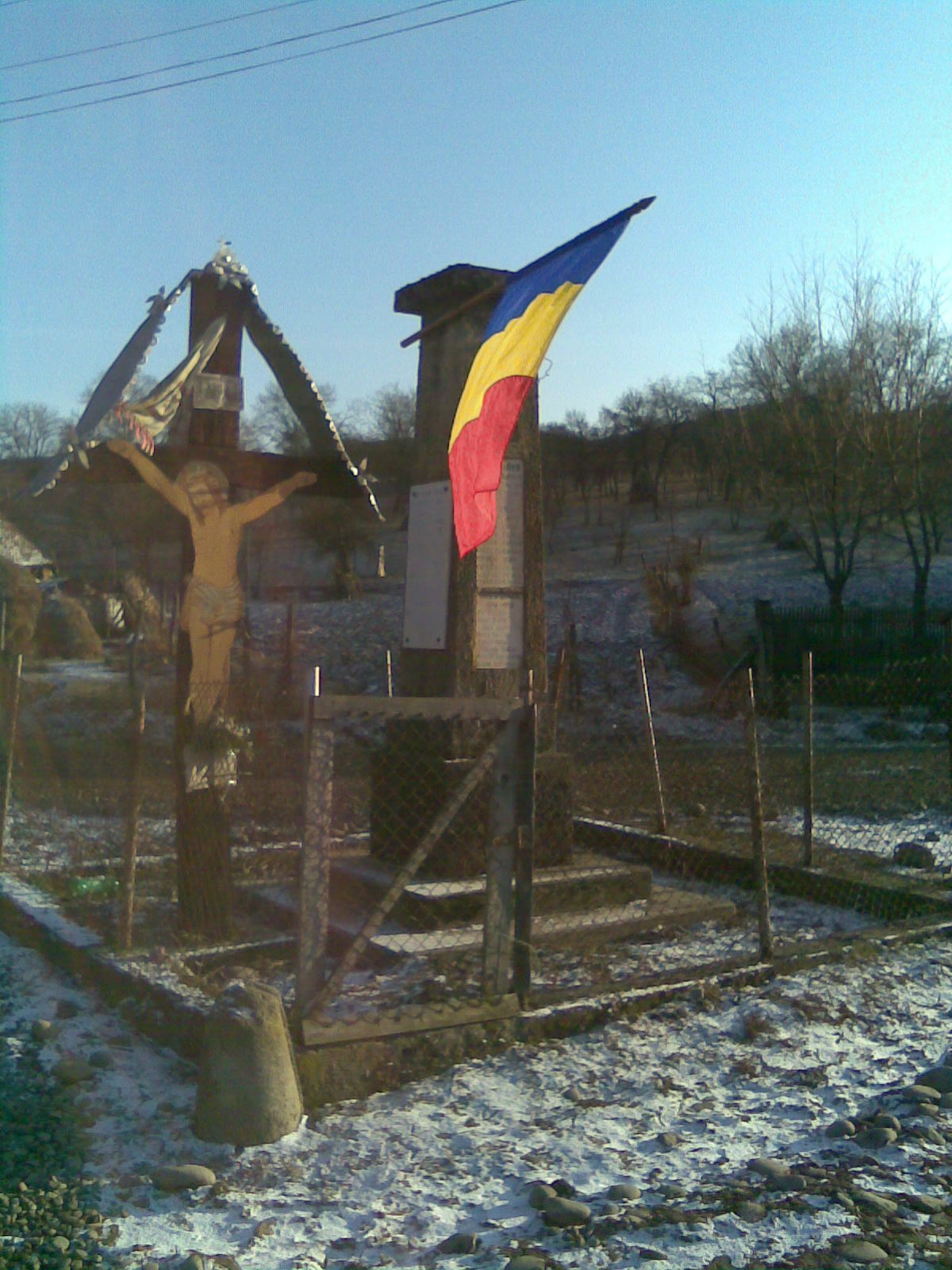
Monumentul din Veța
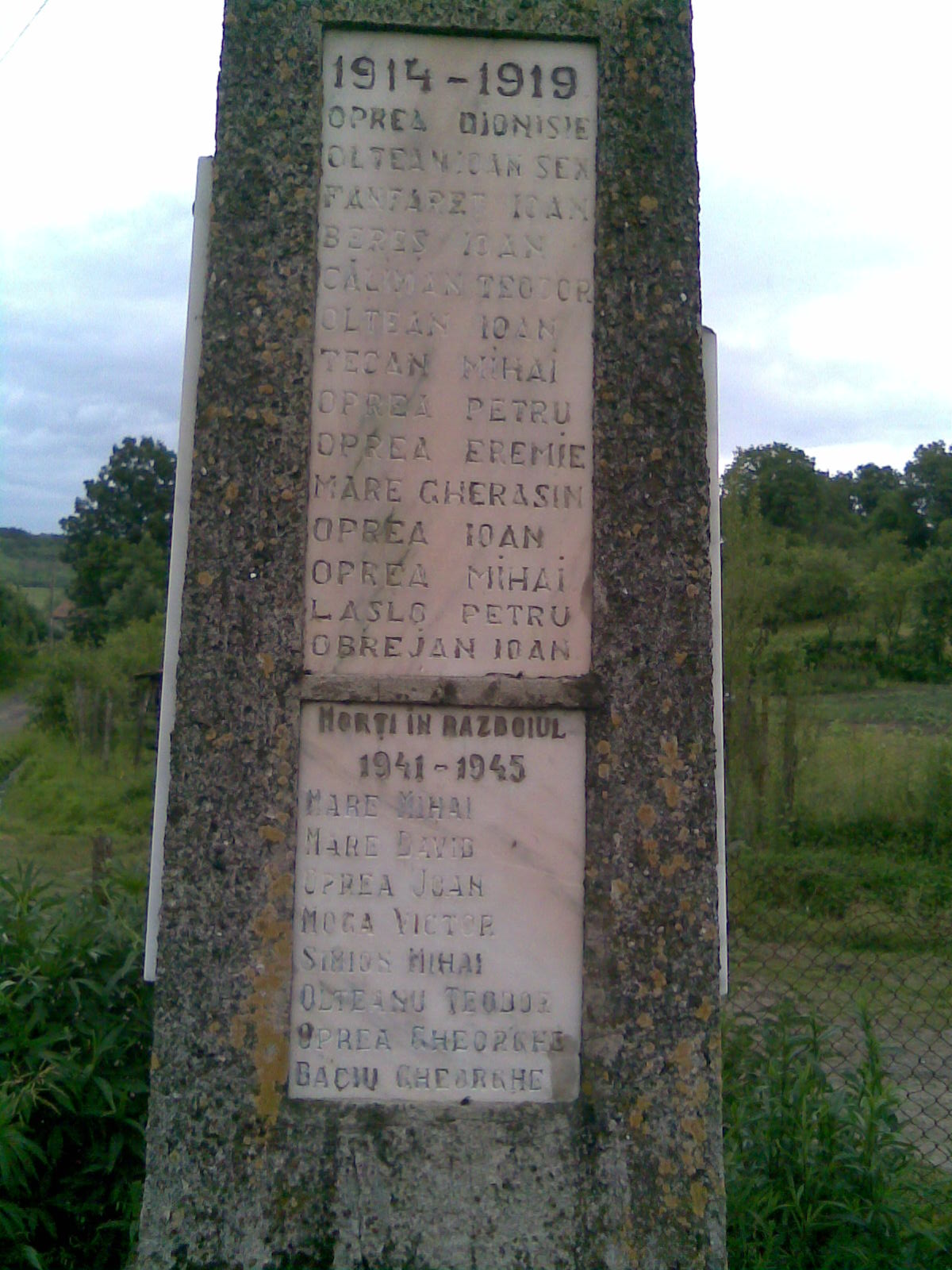
Eroii
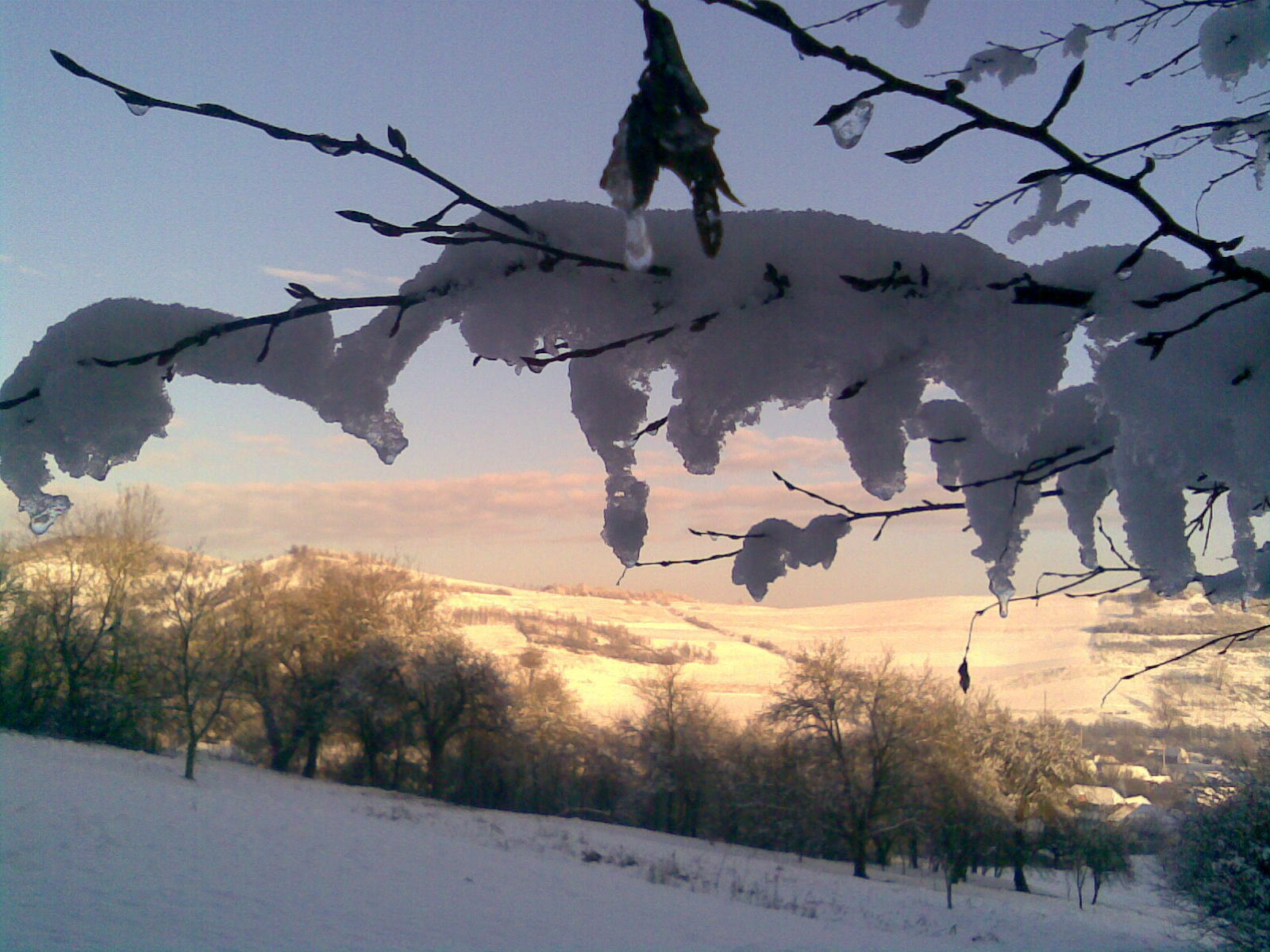
Veța - vedere de la Pădurea de după garduri
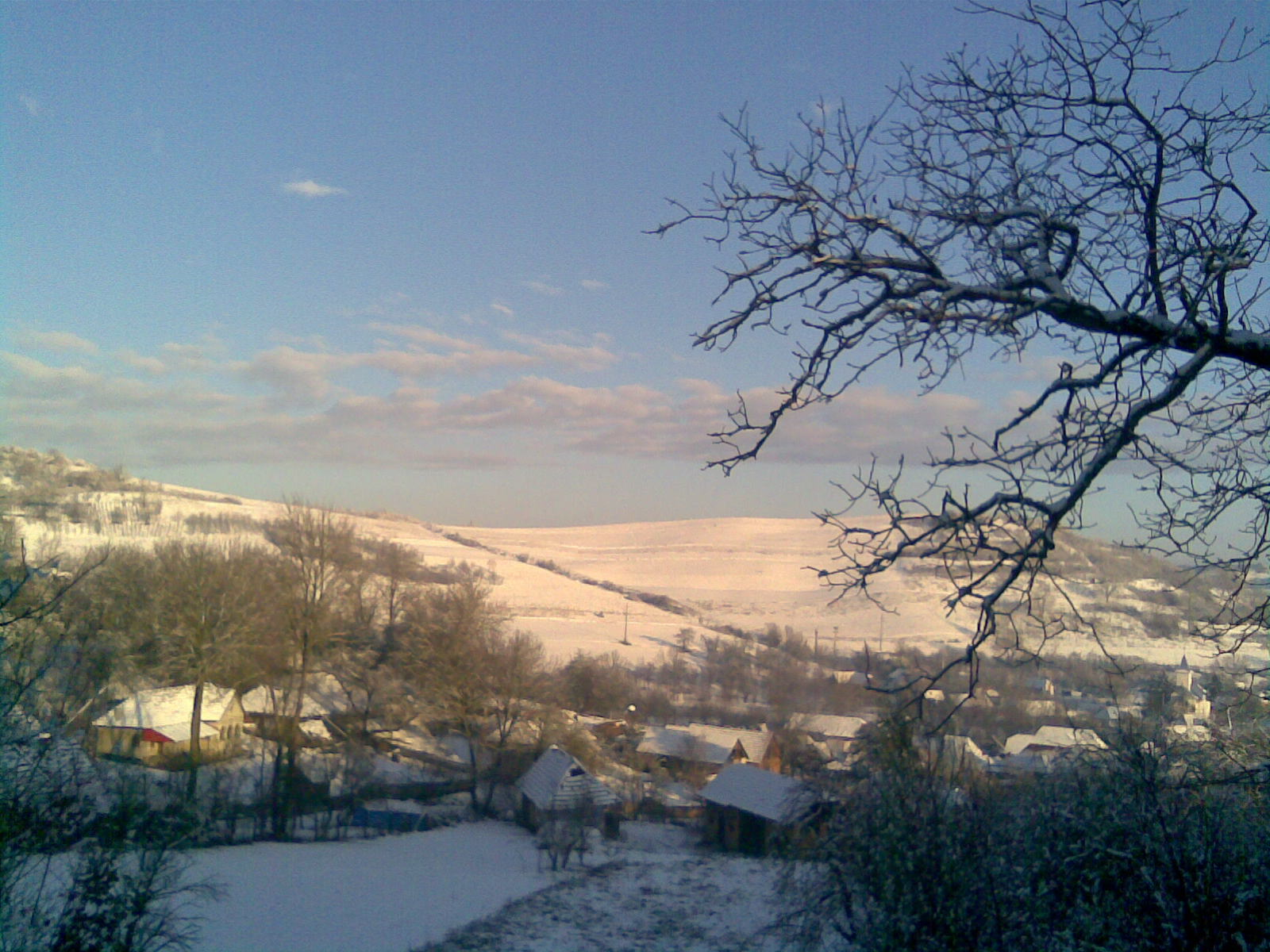
Veța iarna
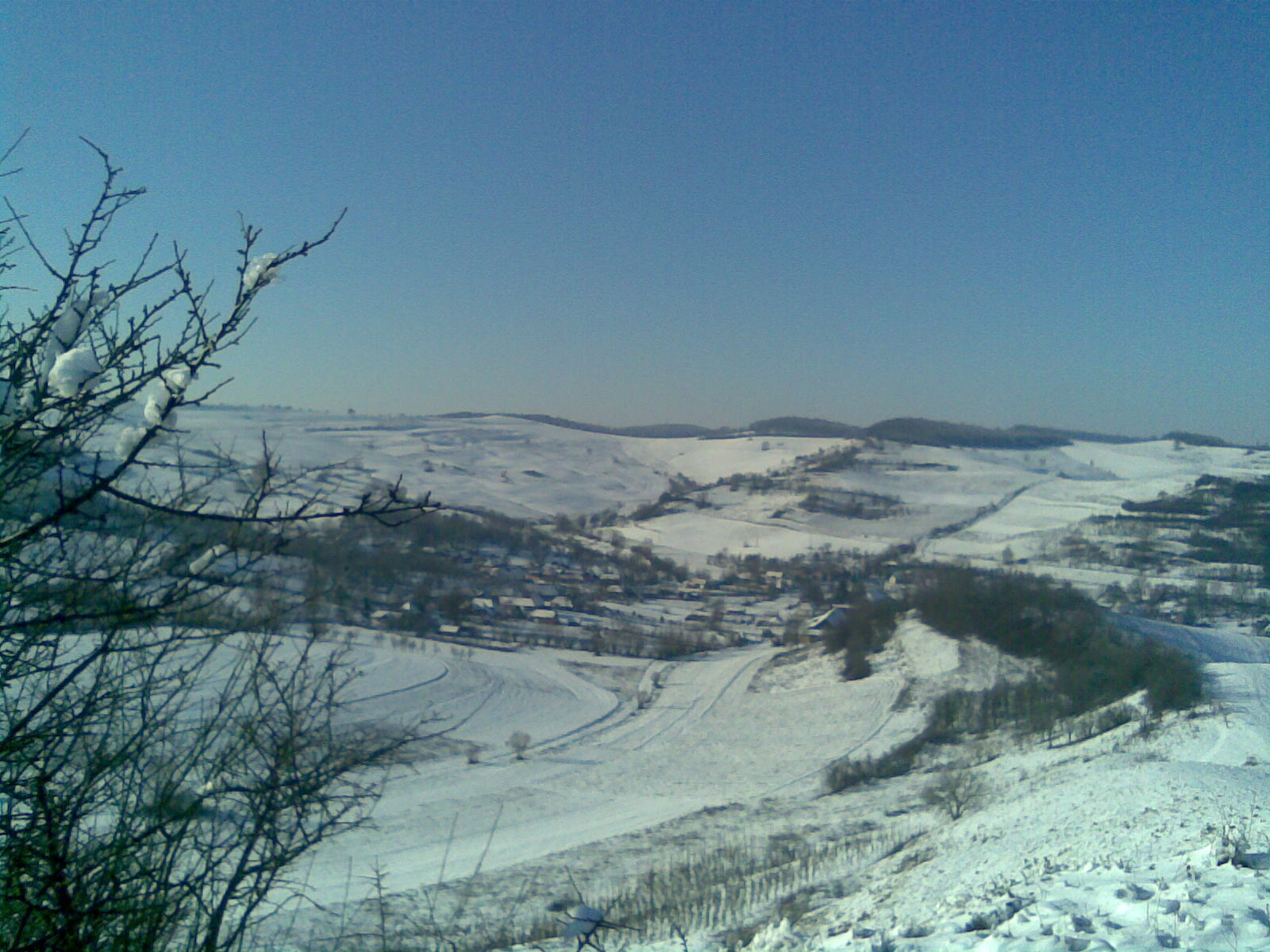
Veța - văzută de pe Uric
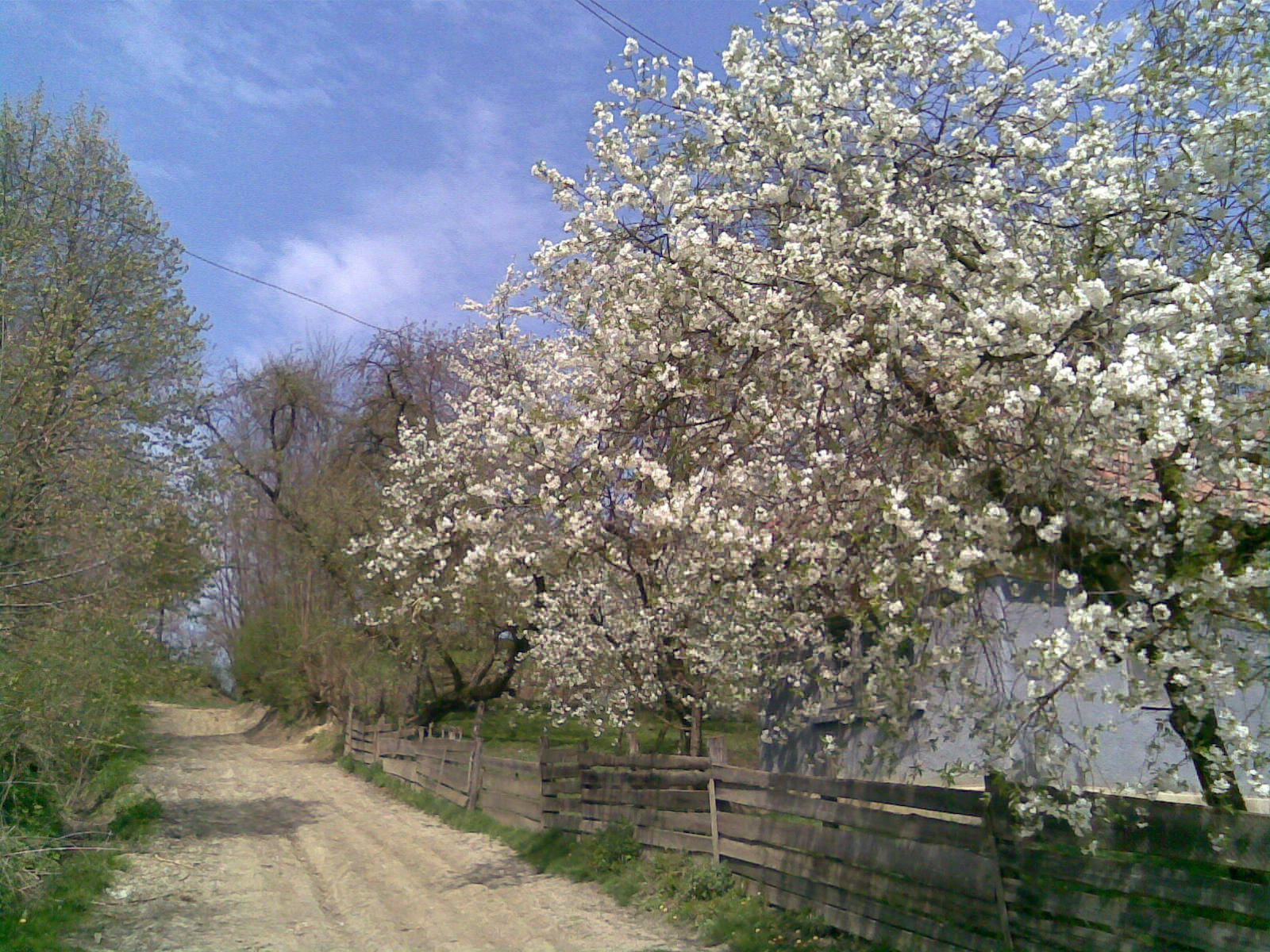
În Deal
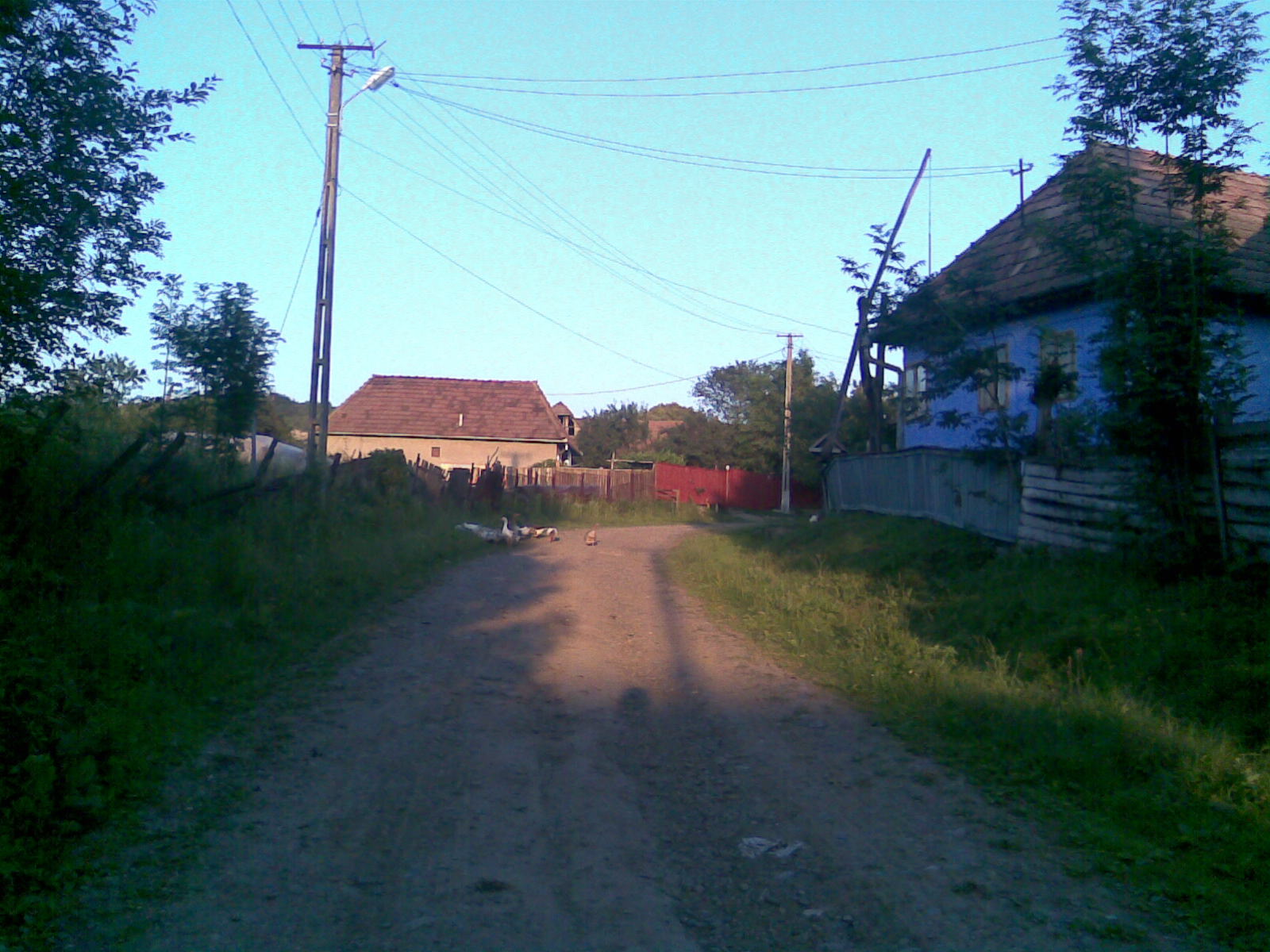
În Groapă
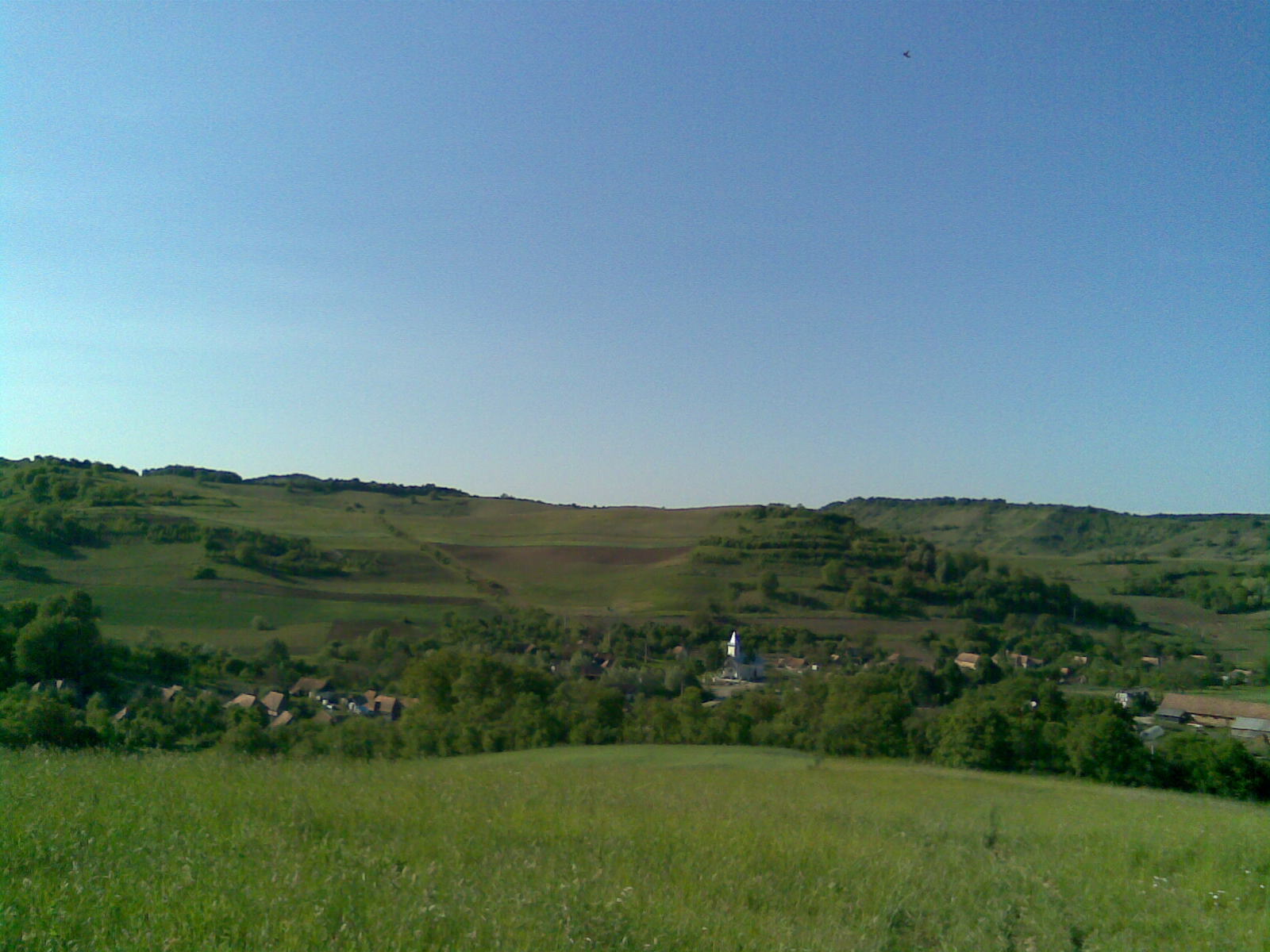
Veța - vazută de pe Dâlmă
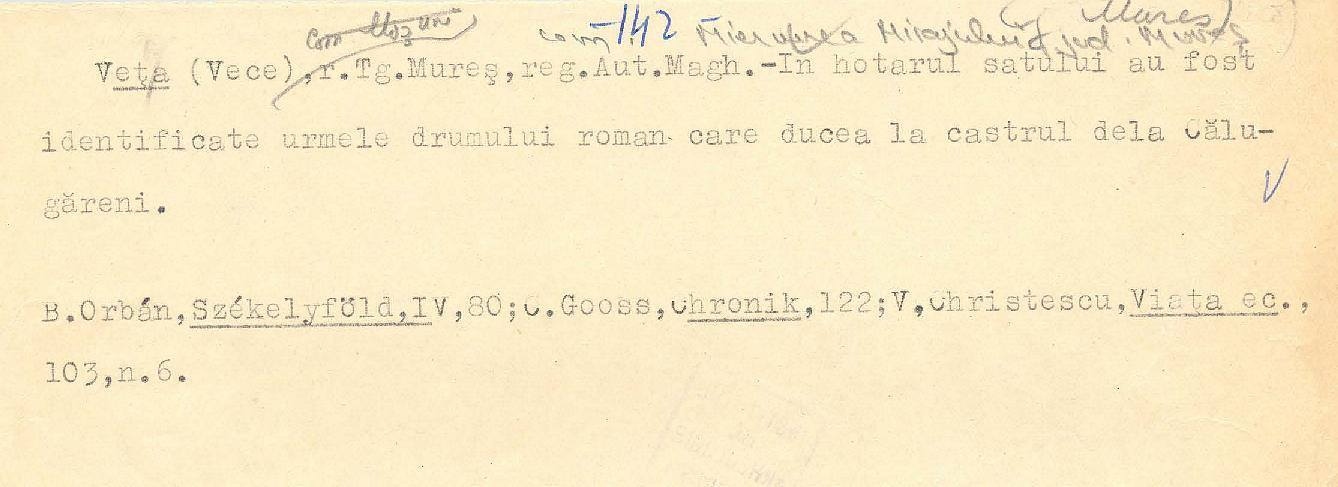
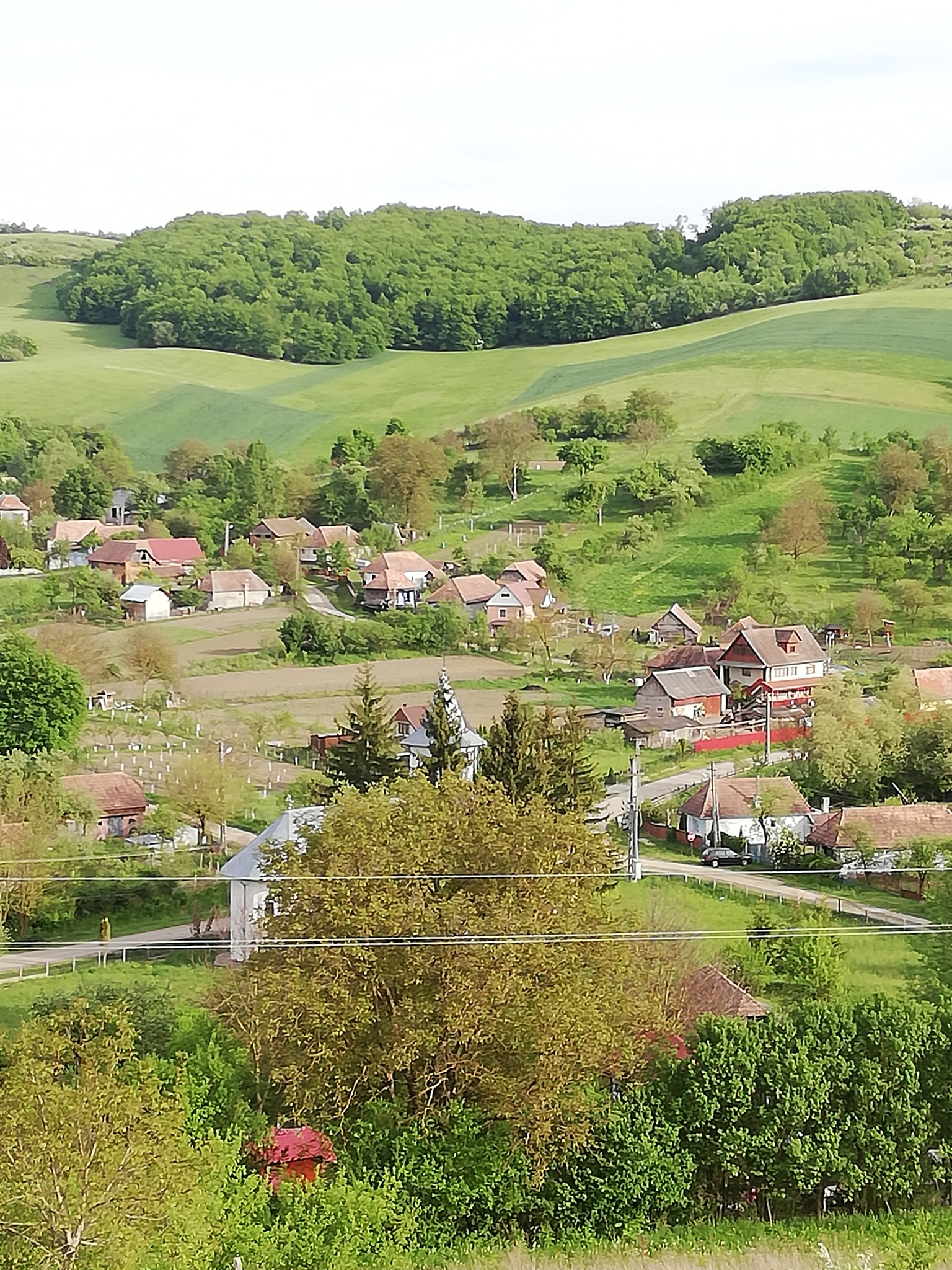
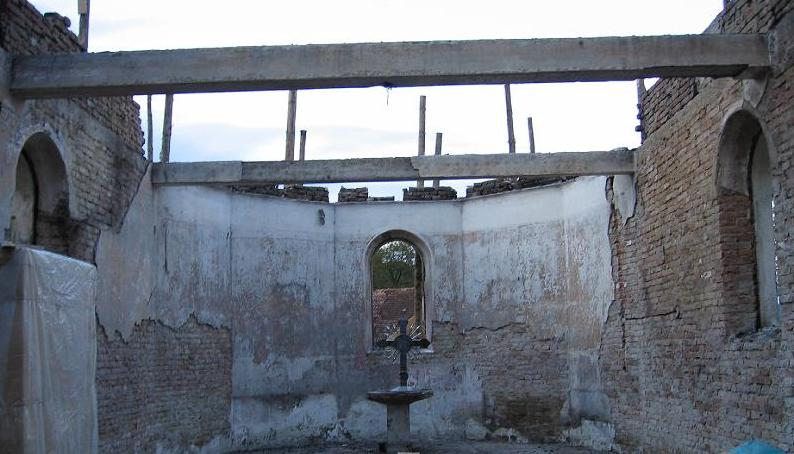